# Partido Nacionalista Galego - Partido Galeguista
O Partido Nacionalista Galego-Partido Galeguista (PNG-PG) é um partido nacionalista centrista-liberal integrado no BNG, proveniente da divisão da Coligação Galega. Tinha 132 militantes (em 2002), mas chegou a ter mais de 500 pouco depois da sua fundação. Xosé Henrique Rodríguez Peña é o seu Secretario Geral e o seu único deputado no Parlamento galego.
Fundado em janeiro de 1987 como Partido Nacionalista Galego (PNG), quando um sector da Coaligação Galega liderado por Pablo González Mariñas e José Henrique Rodríguez Penha promove uma organização mais progressista e nacionalista. Uniu-se posteriormente ao pequeno Partigo Galeguista Nacionalista, dando lugar ao PNG-PG. Em setembro de 1989 o PNG-PG apoia a moção de censura contra o governo de Gerardo Fernández Albor e entra no governo de Fernando González Laxe ficando a seu cargo duas conselharías. Devido aos maus resultados das eleições autonómicas (autárquicas) de 1989 o PNG-PG integra-se no BNG.